# Raïssa Maritain
Raïssa Maritain (Rostov del Don, 12 de septiembre de 1883 – París, 4 de noviembre de 1960), de nacimiento Oumansoff, fue una poetisa y filósofa francesa de origen ruso. Formó parte del círculo de intelectuales católicos franceses en el que, junto a Jacques Maritain, su esposo durante más de medio siglo, y su hermana Vera (1886-1959) fue llamado "los tres Maritain". Estos datos están recogidos en sus memorias, tituladas  Les Grandes Amitiés, que ganaron el premio de "Renouveau français".

## Biografía
Nació el 12 de septiembre de 1883 o, según el calendario juliano, el 31 de agosto de 1883, en Rostov del Don, ciudad en el entonces Imperio ruso, en el seno de una familia judía. Sus padres fueron Ilya (Yuda) Oumansoff (Umantzov) (25 de enero de 1859 en Pavlohrad - 21 de febrero de 1912 en París) e Hissia (Gisya) Brozgol (29 de diciembre de 1859 en Rostov-on-Don - 21 de mayo de 1932 en Francia ). Sus padres provenían de familias  del judaísmo jasídico. Su padre regentaba un taller de costura, mientras su madre realizaba todo tipo de tareas domésticas. Cuando Raïssa tenía dos años, su familia se mudó a Mariupol, junto al mar de Azov.

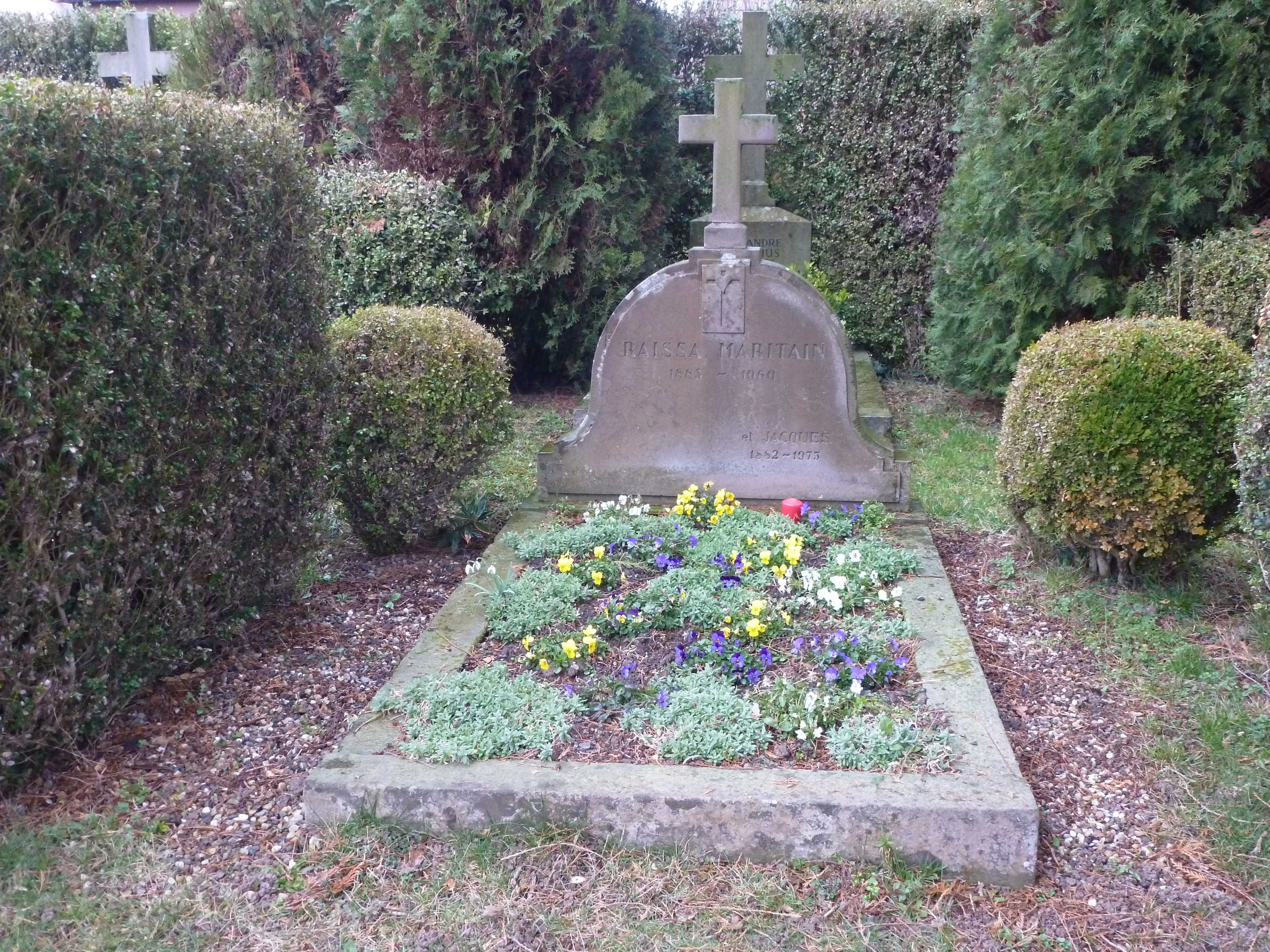
Tumba de Raïssa y Jacques Maritain

Estuvo fuertemente influida por la piedad y las tradiciones de su familia,  muy creyente, y especialmente por el ejemplo de su abuelo materno Salomón (Zalman) Brozgol (1830 - 11 de marzo de 1896 en Rostov del Don ). Su abuela materna fue Gnessya (Nesya) Brozgol (de nacimiento Rosenblum) (1832 - 19 de mayo de 1899 en Rostov del Don ). Más tarde, en los poemas, ensayos y su diario, Raïssa manifestó una orientación mística muy marcada, cuyo origen describió así: "Mi abuelo materno era un Jasid, y mi abuelo paterno era un gran sabio asceta. Esta es mi herencia."
En Mariúpol nació su hermana Véra en 1886. Raïssa mostró siempre un gran afán de conocimiento. Fue admitida a los siete años en la escuela secundaria, a pesar de las muy limitadas plazas para judíos. Admiraba todo lo relacionado con la escuela y el conocimiento y aprovechaba mucho sus estudios.
En 1893, cuando tenía diez años, sus padres decidieron emigrar. Querían asegurar el futuro de sus dos hijas, Raïssa y Vera, que resultaba difícil en Rusia por la discriminación antisemita. El objetivo inicial de su padre era llegar hasta Nueva York, pero un amigo le convenció para que se estableciera en París. La familia emigró a Francia, donde Raïssa continuó su educación en una escuela pública en el "Passage de la Bonne Graine". En dos semanas aprendió francés lo suficientemente bien como para entender las lecciones y ocupar el segundo lugar en la clase. Dos años después, cambió de escuela y se preparó para ingresar en la universidad.

## Primeros años
A los diecisiete años inició sus estudios en la Sorbona, en la rama de   ciencias. Allí conoció al joven Jacques Maritain, ya  licenciado en filosofía y que se preparaba para la carrera de ciencias, y se comprometieron. Sin embargo, en 1901, por las dificultades que econtraron en el  ambiente de árido materialismo y el siempre presente determinismo de sus profesores, especialmente Félix Le Dantec, estuvieron el borde de la desesperación. Raïssa no encontraba en ese ambiente que se plantearan cuestiones filosóficas sobre la verdad y el sentido de la existencia.
Así, decidimos confiar un tiempo más en lo desconocido; apoyaríamos la existencia, la consideraríamos como un experimento que debía realizarse, con la esperanza de que ante nuestra vehemente llamada se revelaría el significado de la vida, que aparecerían tan claramente nuevos valores  que conseguirían nuestra total adhesión, y nos librarían de   la pesadilla de un mundo siniestro e inútil. Pero si este experimento no tuviera éxito, la solución sería el suicidio; suicidio antes de que los años acumularan su polvo, antes de que nuestra joven fuerza se desgastara. Queríamos morir rechazando libremente la vida, si es que era imposible vivirla según la verdad."
En 1904, Raïssa pasó sus vacaciones en un pueblo de Loiret con su familia y Jacques Maritain. Como la higiene de la posada en la que residían no era la correcta, Raïssa contrajo dolor de garganta. Le diagnosticaron flemón retrofaríngeo, enfermedad que le provocó problemas de salud hasta el final de su vida y le impidieron tener una ocupación regular.

## Conversión al catolicismo
Raïssa y Jacques empezaron a asistir  a los cursos de  Henri Bergson en el Collège de France, siguiendo el consejo de su buen amigo Charles Péguy. Estos cursos fueron una ayuda para salir de la desesperación en que se encontraban, sintiendo la existencia de la verdad objetiva y "la mera posibilidad de un trabajo metafísico". Se casaron en 1904. En este mismo año conocieron a Léon Bloy, que llegó a ser su gran amigo, y se convirtieron al catolicismo. Su bautismo, así como el de la hermana de Raïssa, Véra, tuvo lugar el 11 de junio de 1906 en la iglesia Saint-Jean de Montmartre, siendo Bloy su padrino.
Tras su conversión, Raïssa sintió la vocación de dedicarse a la vida contemplativa, por entonces reservada a las monjas. Con la ayuda de su marido Jacques y su hermana Vera, logró encontrar un equilibrio entre su vida de oración y su lugar en el mundo.  Su pensamiento estuvo muy influido en la mística de San Juan de la Cruz  y en su propia experiencia de Dios, dentro de una “estructura de esperanza”.
Jacques y Raïssa Maritain tuvieron a Humbert Clérissac, dominico, como su primer director espiritual. Después de su muerte, otro dominico, Réginald Garrigou-Lagrange, se convirtió en su padre espiritual y amigo. Forjaron una gran amistad con Jean Bourgoint, un cisterciense que fue a trabajar a una leprosería en Camerún, de cuya amistad resultó una extensa correspondencia. Jean Bourgoint resultó muy afectado por la muerte de Raïssa el 4 de noviembre de 1960.

## Obras
Ensayos
- De mœurs divinas, Librairie de l'Art catholique, París 1921.
- De la vie d'oraison, À l'Art catholique, París 1925.
- Le Prince de ce monde, Plon, París 1929.
- L'Ange de l'École, ou saint Thomas d'Aquin raconté aux enfants, Alsacia, París 1957.
- Marc Chagall, Éditions de la Maison française, Nueva York 1943.
- Léon Bloy, Peregrino del Absoluto, Pantheon Books, Nueva York-Londres 1947.
- Les Grandes Amitiés, coll. ((Memorias), Desclée de Brouwer, 1949.
- Liturgie et contemplation, Desclée de Brouwer, París 1959.
- Journal de Raïssa, Desclée de Brouwer, París 1962.

Poesía
- La Vie donnée, Labergerie, París 1935.
- Lettre de nuit, Desclée de Brouwer, París 1939.
- Portes de l'horizon, Monastère Regina Laudis, Belén (Connecticut) 1952.
- Poèmes et essais, Desclée de Brouwer, París 1968.